# 光滑鮋
光滑鮋，為輻鰭魚綱鮋形目鮋亞目鮋科的其中一種，為亞熱帶海水魚，分布於西大西洋美國佛羅里達、巴哈馬群島、猶加敦半島至庫拉索島海域，棲息深度1-73公尺，體長可達11公分，棲息在礁石區底層水域，生活習性不明。